# Sesto Lucilio Basso
Sesto Lucilio Basso (latino: Sextus Lucilius Bassus; ... – Masada, 73 o 74) è stato un generale dell'Impero romano, coinvolto nella lotta per il potere durante l'anno dei quattro imperatori e impegnato nella prima guerra giudaica.

## Biografia
Sesto Lucilio Basso, appartenente alla Gens Lucilia, proveniva da una famiglia di rango equestre. Durante l'anno dei quattro imperatori (69) si schierò inizialmente con Galba, sotto il quale era praefectus alae (comandante di uno squadrone di cavalleria), ma lo tradì per passare a Vitellio; questo cambiamento gli permise di diventare praefectus classis (comandante della flotta) sia di Miseno che di Ravenna, riunendo quindi sotto il proprio comando le flotte occidentale e orientale. Successivamente tradì anche Vitellio, passando dalla parte del generale delle legioni orientali Tito Flavio Vespasiano, pare in quanto sperava nella nomina a prefetto del pretorio ed era stato deluso dalla nomina avuta da Vitellio. Dopo la morte di Vitellio e di suo fratello Lucio Vitellio, Basso fu inviato da Vespasiano in Campania, al comando di un contingente di cavalleria, per occuparsi degli ultimi sostenitori di Vitellio in quella zona. Vespasiano premiò Basso nominandolo senatore.
Salito Vespasiano al trono, Basso fu prima confermato al comando della classis Ravennatis, per poi essere nominato legatus Augusti pro praetore per la Giudea nel 71. La provincia era coinvolta nelle operazioni finali della prima guerra giudaica, in cui i Romani stavano ponendo fine alla resistenza giudea: Gerusalemme era stata conquistata nel 70, ma in tutta la regione resistevano gruppi di Sicari. Basso, al comando della Legio X Fretensis, distrusse i capisaldi giudei di Herodium e Macheronte (72) ed iniziò l'assedio della fortezza di Masada, quando cadde improvvisamente ammalato e morì (73 o 74). Fu sostituito al comando della X da Lucio Flavio Silva.